# Jean Alexander

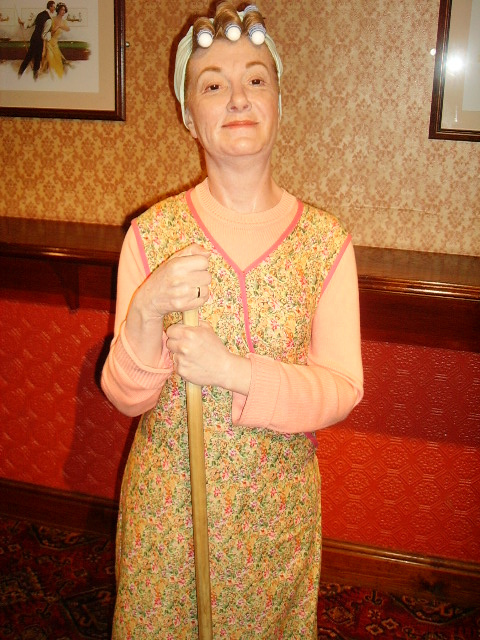
Jean Alexander als Hilda Ogden

Jean Alexander, eigentlich Jean Mavis Hodgkinson, (* 11. Oktober 1926 in Toxteth, England; † 14. Oktober 2016 in Southport, England) war eine britische Schauspielerin.

## Leben

### Kindheit und Ausbildung
Jean Alexander stammte aus einfachen Verhältnissen. Sie wurde als Tochter von Nell und Archibald Alexander Hodgkinson im Liverpooler Stadtteil Toxteth, einem der Innenstadtbezirke Liverpools, geboren. Ihre Eltern, die praktizierende Mitglieder der Scots Presbyterian Church waren, gehörten der britischen Arbeiterklasse an. Ihr Vater arbeitete als Elektriker für die Cunard Line auf einer Schiffswerft in Barrow-in-Furness. Sie hatte einen älteren Bruder, Kenneth. Die Familie, die in einem gemieteten Reihenhaus, dessen Toilette sich außerhalb des Hauses befand, lebte, war arm und besaß weder Kühlschrank noch Waschmaschine. Alexander, die ihren späteren Künstlernamen nach dem Mittelnamen ihres Vaters wählte, wuchs auch in Toxteth auf. Von früher Jugend an wollte sie Schauspielerin werden. Ihr Vater nahm sie und ihren Bruder, als beide noch Kinder waren, häufig zu Varieté- und Musikveranstaltungen ins Pavilion Theatre („The Pivvy“) in Liverpool mit.
Sie besuchte mithilfe eines Stipendiums, das sie erhalten hatte, das St. Edmund’s College, eine Mädchenschule, in Princes Park, Toxteth, das sie im Alter von 15 Jahren verließ, um Schauspielerin zu werden. Als Teenager schloss sie sich im Jahre 1943 dem Playgoers’ Club, einer Amateur-Theatergruppe, an, wo sie neben der Schauspielerei auch Bühnentechnik, Kulissenbau und Requisite lernte. Außerdem nahm sie einmal in der Woche zum Preis von fünf Schillingen Unterricht in Sprechtechnik und Diktion. Um ihren Lebensunterhalt zu finanzieren, arbeitete sie nach ihrem Schulabgang als Bibliotheksassistentin in Liverpool.

### Anfänge am Theater
1949, nach fünfjähriger Berufstätigkeit in einer Liverpooler Bibliothek, gab Alexander ihren sicheren Bürojob auf, da sie Aussicht auf ein professionelles Engagement als Schauspielerin hatte. 1949 wurde sie ans Adelphi Guild Theatre in Macclesfield engagiert, wo sie noch im selben Jahr ihr Bühnendebüt mit der jugendlichen Hauptrolle der Florrie in Somerset Maughams Theaterstück Sheppey gab. Ihre ersten Theaterkritiken waren vernichtend. Dennoch blieb sie bis 1951, bis zur Auflösung des Ensembles, am Adelphi Guild Theatre engagiert.
In den 1950er Jahren war sie bei mehreren Repertoiretheatern Nordenglands in Oldham, Stockport (unter der Leitung von Donald Bodley) und York engagiert. Meist spielte sie dort kleinere Rollen, wie ein Dorfmädchen in Cinderella (1952, in Stockport) oder die Schiffsfrau in Anna Christie von Eugene O’Neill; außerdem arbeitete sie während ihrer Engagements nebenbei als Inspizientin und Gewandmeisterin. Sie trug mit ihrem Einkommen entscheidend zum Lebensunterhalt ihrer Familie bei.

### Fernsehen und Film
Ende der 1950er Jahre ging Alexander, unzufrieden mit ihrem Wirken am Theater, nach London, wo sie zunächst insgesamt 18 Monate bei dem Schauspieler James Beck (dem späteren Private Walker in der britischen Sitcom Dad’s Army) und dessen Frau lebte. In dieser Zeit war sie beim „Berwick Street Unemployment Office“ als arbeitslose Schauspielerin gemeldet und erhielt Arbeitslosenunterstützung. Ab 1961 lebte sie fest in London. Später zog sie in ihr Elternhaus zurück, wo sie nach dem Tod des Vaters mit ihrer Mutter in häuslicher Gemeinschaft lebte.
Als Fernsehschauspielerin wurde sie insbesondere durch zwei langjährige Serienrollen bekannt: als Hilda Ogden in der britischen Soap Coronation Street (1964–1987) und als Auntie Wainwright in der Sitcom Last of the Summer Wine (1988–2010).
Ihr Fernsehdebüt gab sie 1960 in der britischen Fernsehserie Deadline Midnight, als Mrs. Gibson in der 1961 erstausgestrahlten Folge Doggo. Es folgten einige kleinere Rollen in verschiedenen britischen Fernsehserien, u. a. in Task Force Police (1962/1963), und erstmals, bereits in Coronation Street (1962), in einer kleinen Rolle als Mrs. Webb, wo sie in zwei Folgen die Vermieterin einer Kidnapperin, die aus Verzweiflung über ihr totes Kind ein Baby entführt, spielte. 1962 erhielt sie eine feste Serienrolle als Mrs. Wade in der Fernsehshow Television Club, einer Mischung aus Ratgeber und Spielhandlung.
1964 wurde sie zu einem Vorsprechen für Coronation Street in Manchester eingeladen, das sie gemeinsam mit Bernard Youens, ihrem späteren Serien-Ehemann, absolvierte, und erhielt sofort die Rolle der Hilda Ogden. Als Putzfrau im „Rover’s Return Inn“ mit Lockenwicklern im Haar, Kopftuch und ihrer Kittelschürze, verkörperte sie eine typische Figur der britischen Arbeiterklasse. Sie spielte diese Rolle durchgehend von Juli 1964 bis Dezember 1987. Alexander genoss bei den Fernsehzuschauern eine große Popularität und wurde häufig auch in der Öffentlichkeit mit ihrer Rolle identifiziert. 1979 wurde aufgrund ihrer Popularität u. a. von Sir John Betjeman, von dem Schriftsteller Willis Hall, dem Fernsehproduzenten Russell Harty, sowie von Laurence Olivier und Michael Parkinson sogar „The British League for Hilda Ogden“ gegründet. Ihre Popularität in Großbritannien war so groß, dass sie anlässlich des Todes ihres Serien-Ehemanns im Jahr 1984 Hunderte von Kondolenzschreiben von Fernsehzuschauern und Fans der Serie erhielt. Für ihre Darstellung der trauernden Witwe, die nach dem Todes ihres Mannes, vom Krankenhaus heimkehrend, zum letzten Mal die persönlichen Gegenstände ihres Mannes auspackt, sie anschließend wieder in die Schachtel zurücklegt und seine Brillengläser zusammenlegt, erhielt sie 1985 den Royal Television Society Award.
Bereits 1984, nach Youens’ Tod, trug sich Alexander mit dem Gedanken aus der Serie auszusteigen, spielte die Rolle jedoch noch bis 1987 weiter. Schließlich verließ sie diese Serie auf eigenen Wunsch. Ihre letzten Szenen wurden am 25. Dezember 1987 ausgestrahlt. Sie erreichten mit fast 27 Millionen Zuschauern die höchsten Zuschauerzahlen in der Geschichte der Serie. Für ihre Rolle in Coronation Street erhielt sie 1987 eine Nominierung für den BAFTA TV Award in der Kategorie „Beste Schauspielerin“.
1988 hatte Alexander zunächst einen Gastauftritt in der langlebigen britischen Sitcom Last of the Summer Wine als Auntie Wainwright, wo sie die geldgierige Inhaberin eines örtlichen Gebrauchtwarenladens spielte. Nach einem weiteren Gastauftritt im Jahre 1989 gehörte sie ab 1992 zur Stammbesetzung der Serie und spielte ihre Rolle bis zur Einstellung der Serie im Jahre 2010.
Zu ihren Kinorollen gehörten Mrs. Keeler, die Mutter der Prostituierten Christine Keeler (Joanne Whalley-Kilmer), in dem britischen Spielfilm Scandal (1989) über die sog. Profumo-Affäre und die Nanny in Willie's War (1994). Alexander lieh ihre Stimme der Mrs Santa in Hooves of Fire (1999) aus der britischen Robbie the Reindeer-Filmreihe. Sie spielte auch die Lily in der Kinderserie Phönix, der Zaubervogel (1997) und war an der Seite von Patricia Hodge und Lionel Jeffries in der Comedy-Serie Rich Tea and Sympathy (1991) zu sehen.
2005 wurde sie in einer Umfrage der britischen Fernsehzeitschrift TV Times zum „Greatest Soap Opera Star of All Time“ gewählt. Im Dezember 2010 sprach Alexander in einem Telefoninterview der ITV-Fernsehsendung This Morning anlässlich des 50. Serienjubiläums nochmals über ihre Rolle als Hilda Ogden.

### Privates
Alexander war unverheiratet. Eigenen Angaben zufolge war ihre Karriere als Schauspielerin für sie wichtiger als ein Privatleben. Sie erklärte, sie sei zu ehrgeizig und beschäftigt in ihrer Karriere gewesen. Sie habe wohl Kontakte zu Männern gehabt. Ihre Gefühle waren jedoch nie so tiefgehend, um eine dauerhafte Beziehung mit einem Mann einzugehen. Sie gestand, niemals in ihrem Leben wirklich verliebt gewesen zu sein; sie habe auch nie in ihrem Leben je Geschlechtsverkehr gehabt. Eine lebenslange Freundschaft verband sie jedoch bis zu seinem Tode im Jahr 1984 mit Bernard Youens, ihrem Ehemann aus Coronation Street. 1989 veröffentlichte sie ihre Autobiografie The Other Side of the Street: The Autobiography of Jean Alexander.
Alexander lebte später viele Jahre Southport, County Merseyside, in der Grafschaft Lancashire; regelmäßig besuchte sie dort die „Southport Flower Show“. Sie unterstützte Altenheime, Schulen und die örtliche Theaterszene Southports. 2009 gehörte sie zu den Unterstützern einer Kampagne für eine provisorische Bibliothek, nachdem die Hauptbibliothek in der Lord Street wegen Umbaumaßnahmen für mehrere Jahre geschlossen werden musste. 2012, zwei Jahre nach ihren letzten Fernsehauftritt, zog sich Alexander aus der Öffentlichkeit zurück. Ihre Tätigkeit als Schauspielerin hatte eine Zeitspanne von fast 60 Jahren umfasst. Im Juni 2014 erlitt sie einen leichten Schlaganfall und lebte seither in einem Alten- und Pflegeheim. Am 11. Oktober 2016 feierte sie ihren 90. Geburtstag. Am selben Tag wurde sie, da sie sich unwohl fühlte, in das Southport Hospital eingeliefert, wo sie drei Tage nach ihrem Geburtstag verstarb.

## Filmografie (Auswahl)
- 1961: Deadline Midnight (Fernsehserie; eine Folge)
- 1962: Jacks and Knaves (Fernsehserie; eine Folge)
- 1962: The Largest Theatre in the World: Heart to Heart (Fernsehfilm)
- 1962: Emergency-Ward 10 (Fernsehserie; zwei Folgen)
- 1962: Die Abenteuer des Kapitän Grant (Kinofilm; Originaltitel: In Search of the Castaways)
- 1962: Coronation Street (Fernsehserie; zwei Folgen, als Mrs. Webb)
- 1962–1963: Television Club (Fernsehserie; Serienrolle)
- 1962; 1963: Task Force Police (Fernsehserie; vier Folgen in verschiedenen Rollen)
- 1963: Maupassant (Mini-Serie; eine Folge)
- 1963: First Night (Fernsehserie; eine Folge)
- 1963–1964: Badger’s Bend (Fernsehserie; Serienrolle)
- 1964: Mary Barton (Fernsehserie; zwei Folgen)
- 1964–1987: Coronation Street (Fernsehserie; Serienrolle als Hilda Ogden)
- 1972: The Intruder (Fernsehserie; drei Folgen)
- 1988; 1989; 1992–2010: Last of the Summer Wine (Fernsehserie; Serienrolle)
- 1989: Scandal (Kinofilm)
- 1990: Woof! (Fernsehserie; eine Folge)
- 1991: Rich Tea and Sympathy (Fernsehserie; Serienrolle)
- 1992: The Good Guys (Fernsehserie; eine Folge)
- 1993: I, Lovett (Fernsehserie; eine Folge)
- 1993: Cluedo (Fernsehserie; eine Folge)
- 1994: Willie’s War (Kinofilm)
- 1995: Harry (Fernsehserie; eine Folge)
- 1997: Adam’s Family Tree (Fernsehserie; eine Folge)
- 1997: Phönix, der Zaubervogel (Mini-Serie; Serienrolle)
- 1999: Hooves of Fire (TV-Kurzfilm; Stimme)
- 2000; 2002: Barbara (Fernsehserie; zwei Folgen)
- 2000; 2002: Where The Heart Is (Fernsehserie; vier Folgen)
- 2001; 2003: Heartbeat (Fernsehserie; zwei Folgen)
- 2004: The Afternoon Play (Fernsehserie; eine Folge)
- 2006: To the sea again (Kurzfilm)